# Rickardsville (Iowa)
Rickardsville – miasto w Stanach Zjednoczonych, w stanie Iowa, w hrabstwie Dubuque. W 2007 roku liczyło 191 mieszkańców.